# Syllis cruzi
Syllis cruzi är en ringmaskart som beskrevs av Núñez och San Martín 1991. Syllis cruzi ingår i släktet Syllis och familjen Syllidae. Inga underarter finns listade i Catalogue of Life.